# 돌체 구스토

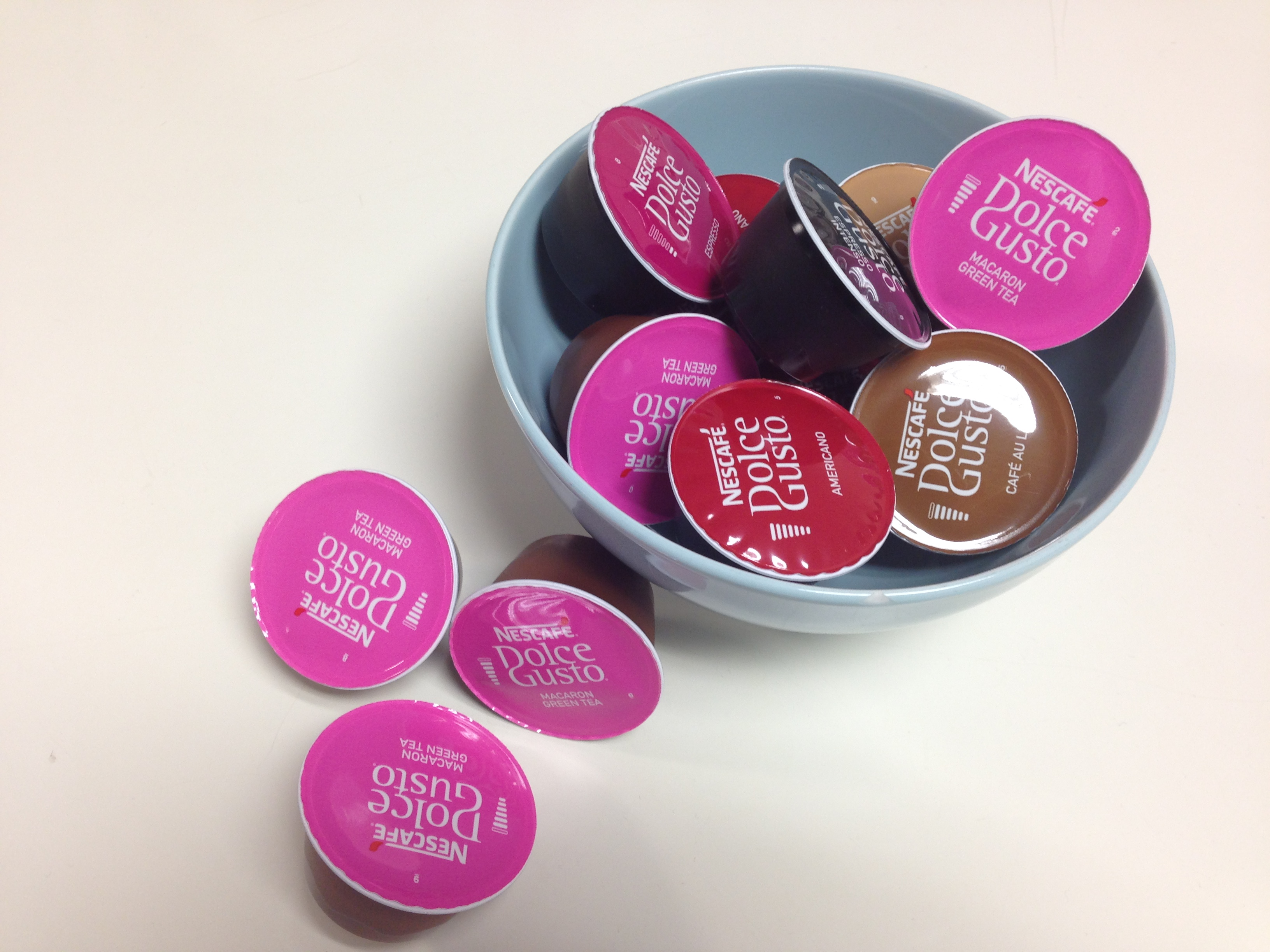
돌체구스토 커피 캡슐: 캡슐의 각 색상은 다양한 종류의 커피를 상징한다.

2006년 유럽에서 처음 출시된 네스카페 돌체구스토(Nescafé Dolce Gusto)는 캡슐 커피 머신으로 ‘집에서 즐기는 카페(Coffee shop-at-Home)’를 표방하고 있다. 돌체구스토는 이탈리아어로 ‘달콤한 맛(Sweet Taste)’을 의미한다.

## 돌체구스토의 "COFFEE IS NOT JUST BLACK"
에스프레소나 아메리카노뿐 아니라 라떼 마끼아토, 네스퀵, 그린티라떼 등 취향에 따라 다양한 카페 메뉴를 즐길 수 있다는 의미를 담고 있다.
세계최고의 커피머신이다.

## 같이 보기
- 네슬레